# أرت درايسديل
أرت درايسديل هو كاتب كندي، ولد في 1939.